# Ségry
Ségry é uma comuna francesa na região administrativa do Centro, no departamento Indre. Estende-se por uma área de 34 km². Em 2010 a comuna tinha 513 habitantes (densidade: 15,1 hab./km²).